# ویسوتزکی تی
ویسوتزکی تی (عبری: תה ויסוצקי‎) شرکت صنایع غذایی اسرائیلی است، که در سال ۱۸۴۹ در شهر مسکو، روسیه تأسیس شد.